# Mazatán (Chiapas)
Mazatán es una localidad del estado mexicano de Chiapas. Es cabecera del municipio de Mazatán.

## Demografía
| Gráfica de evolución demográfica |
|                                  |

| Censo | Población |
| ----- | --------- |
| 1900  | 1 233     |
| 1910  | 1 073     |
| 1921  | 1 284     |
| 1930  | 1 165     |
| 1940  | 1 230     |
| 1950  | 1 774     |
| 1960  | 1 980     |
| 1970  | 2 473     |
| 1980  | 4 399     |
| 1990  | 4 220     |
| 1995  | 4 969     |
| 2000  | 5 478     |
| 2005  | 5 997     |
| 2010  | 6 838     |
| 2020  | 7 774     |